# 东京胡桃蛤
是弯锦蛤目银锦蛤科银锦蛤属的一种。主要分布于韩国、中国大陆、台湾，常栖息在水深100米以内、垂直分布52－1350米。
其种加词“tokyoensis”意为“东京的”。